# Ordine al merito dello Zimbabwe
L'Ordine al merito dello Zimbabwe è un'onorificenza dello Zimbabwe. È concessa dal Presidente della repubblica dello Zimbabwe per servizi resi alla nazione e all'umanità.
L'ordine, istituito nel 1981, ha due divisioni, una civile e una militare ed è costituito da cinque classi: cavaliere, ufficiale, commendatore, grand'ufficiale e gran commendatore.
L'insegna è costituita da una stella che porta al centro un medaglione rotondo con l'uccello dello Zimbabwe. Il nastro è verde con strisce rosse, gialle e nere ai bordi.